# Цминда Самеба
Цми́нда Са́меба (груз. წმინდა სამება — «Святая Троица») — второй после Светицховели кафедральный собор Грузинской православной церкви, который находится в Тбилиси, на холме Святого Илии (левый берег Куры), на месте монастыря Ходжи-Ванк XVII века. В соборе 10 престолов; нижний храм в честь Благовещения Пресвятой Богородицы; отдельно стоит звонница и три храма, один в честь пророка Илии, второй в честь Святого Духа, в нём находится крестообразный бассейн для крещения, и третий в честь Иверской иконы Божией Матери над вратами монастыря, в нём проходят богослужения для глухонемых.

## История
Идея строительства собора возникла в 1989 году и была приурочена к празднованию 1500-летия автокефалии Грузинской православной церкви и 2000-летия христианства. Патриархия Тбилиси объявила конкурс на лучший проект собора, в котором победила работа архитектора Арчила Миндиашвили.
Решено было строить в исторически армянском районе города — Авлабари, который находится в центральной части города. Авлабари со своими старыми и низкими домиками, узкими улочками больше был похож на предместья Тбилиси. Возведение в самом центре района, на месте старинного армянского кладбища с монастырём Ходжи-Ванк такого большого здания внесло сильный контраст в облик Авлабари. Скорее всего, именно с целью обновления архитектурного ансамбля района храм был построен именно здесь.
Из-за распада Советского Союза и гражданской войны в Грузии строительство храма пришлось надолго отложить. Храм был заложен 23 ноября 1995 года, строительство велось на пожертвования граждан.
Отдавая дань традициям, в фундамент заложили святые предметы:
- камень с горы Синай, где Господь дал Десять заповедей Моисею ,
- камень из реки Иордан, где крестился Иисус Христос,
- камень из Назарета, где праздновали Рождество Спасителя,
- камень из Сиона, Иерусалим, где была похоронена Пресвятая Богородица,
- земля из Грузинского монастыря в Иерусалиме,
- земля из Гонио в Аджарии, откуда приехал Андрей Первозванный.

Священники заложили в фундамент также золотые монеты, а на фундамент положили две плитки с именами католикоса-патриарха Грузии и действующего президента Грузии. «Святая Троица, благослови, укрепи и объединяй всю Грузию и нашу Церковь. Я молюсь, чтобы Грузия была вашим престолом и наследием, а наш народ — вашей паствой, аминь! Илия II, смиренный слуга Божий, Католикос-Патриарх всея Грузии», — гласит мемориальная доска.
Первое богослужение в строящемся соборе было совершено 7 января 2000 года. Освящён ровно через девять лет после закладки, 23 ноября в день Георгия Победоносца — небесного покровителя Грузии; чин освящения совершил патриарх-католикос всея Грузии Илия II в сослужении архиереев и клириков Грузинской церкви, а также представители Константинопольской, Александрийской, Антиохийской, Русской, Сербской, Румынской, Кипрской, Элладской, Польской, Албанской православных церквей, Православной церкви в Америке.
После освящения в Цминда Самеба из Сиони была перенесена кафедра католикоса Грузии.

## Архитектура

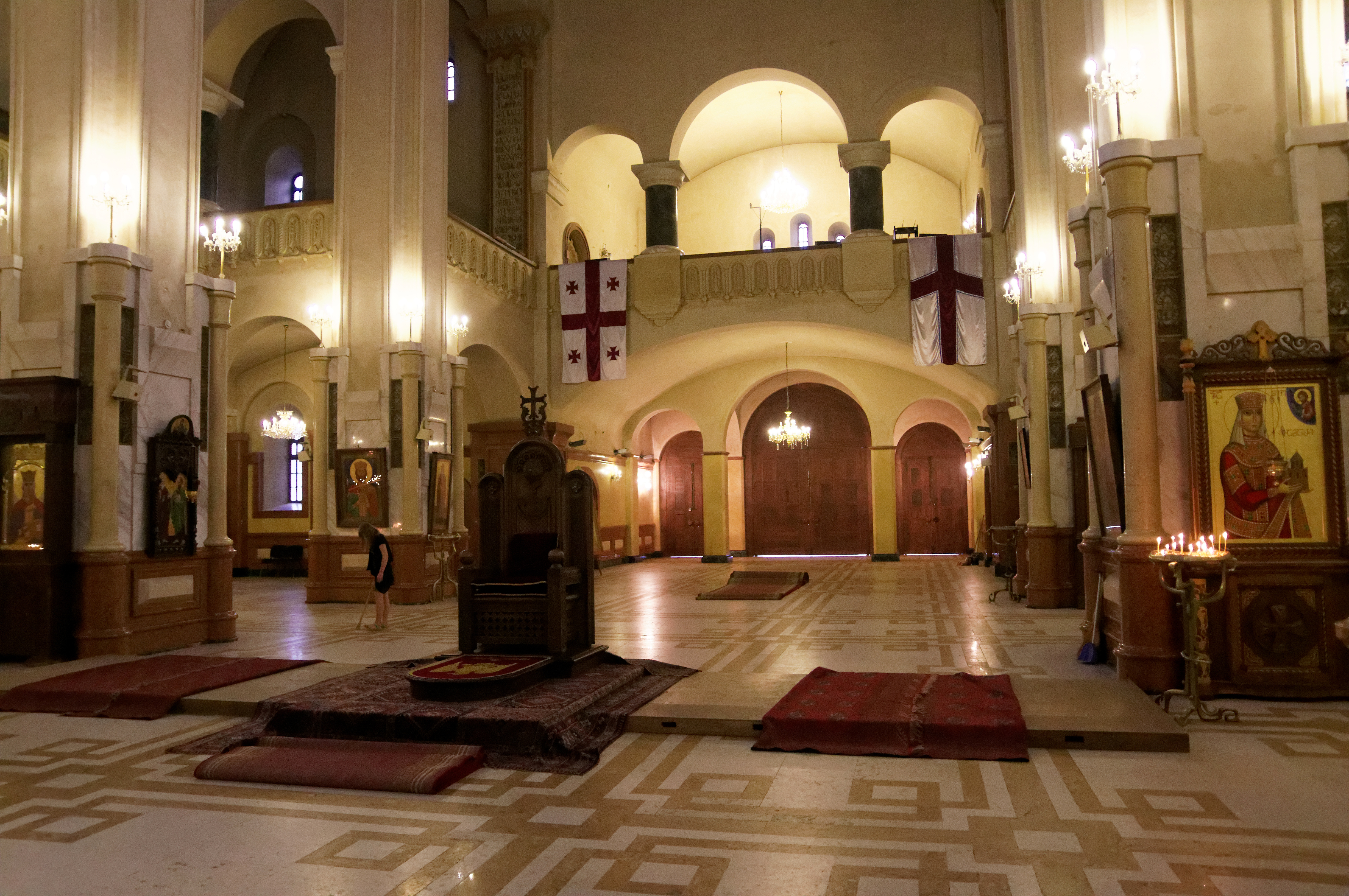

Архитектура храма представляет собой сочетание современнoй и старинной грузинской архитектуры. Собор Цминда Самеба занимает третье место в мире среди православных храмов по высоте. Общая высота собора с подземным этажом более 100 метров, высота собора от земли до подножия креста — 77 м, a высота самого креста 7,5 м, вес креста — 2 тонны, протяжённость с востока на запад — 77 м, с севера на юг — 65 м.
Вокруг Цминда Самеба расположилось множество построек разного назначения, которые вместе образуют целый храмовый комплекс — он занимает территорию более пяти тысяч квадратных метров и может вместить до 15 тысяч верующих. Так на холме построили мужской монастырь, гостиницу для верующих, духовную академию и семинарию, звонницу и отдельную резиденцию для патриарха, также вокруг собора есть два маленьких храма в традиционном Грузинском и Византийском стиле. Отдельно стоить упомянуть о колокольне и девяти часовнях, и только четыре можно увидеть сразу, остальные пять спрятались под землей.
Внутри собора размещаются важнейшие церковные реликвии. Одна из них — крест, ранее возвышавшийся над древней грузинской столицей Мцхетой на месте действующего монастыря Джвари. Сейчас его хранят в золотом саркофаге.
Иконы, находящиеся в соборе несут в себе культурную и историческую ценность. Одной из главных является «Надежда Грузии». Икона выполнена из золота и драгоценных камней в древней технике искусства минанкари. На изготовление иконы ушло 30 кг золота, а её себестоимость составляет 27 млн $. На иконе изображено 432 святых Грузии.

## Скандал, связанный со строительством храма
Территория Храма была частично возведёна на территории старого армянского кладбища Ходживанк XVII века, к которому «было проявлено скандальное неуважение». В процессе строительства многие погребения и надгробия были просто выброшены. Так при рытье котлована под фундамент, в старых захоронениях были вскрыты человеческие останки. Найденные останки не были перезахоронены. Строители отнеслись к ним, как и к остаткам разрушенных надгробных плит и памятников, без должного почтения, что вызвало волну возмущения как среди живущей на территории Грузии армянской диаспоры, так и среди жителей Армении.

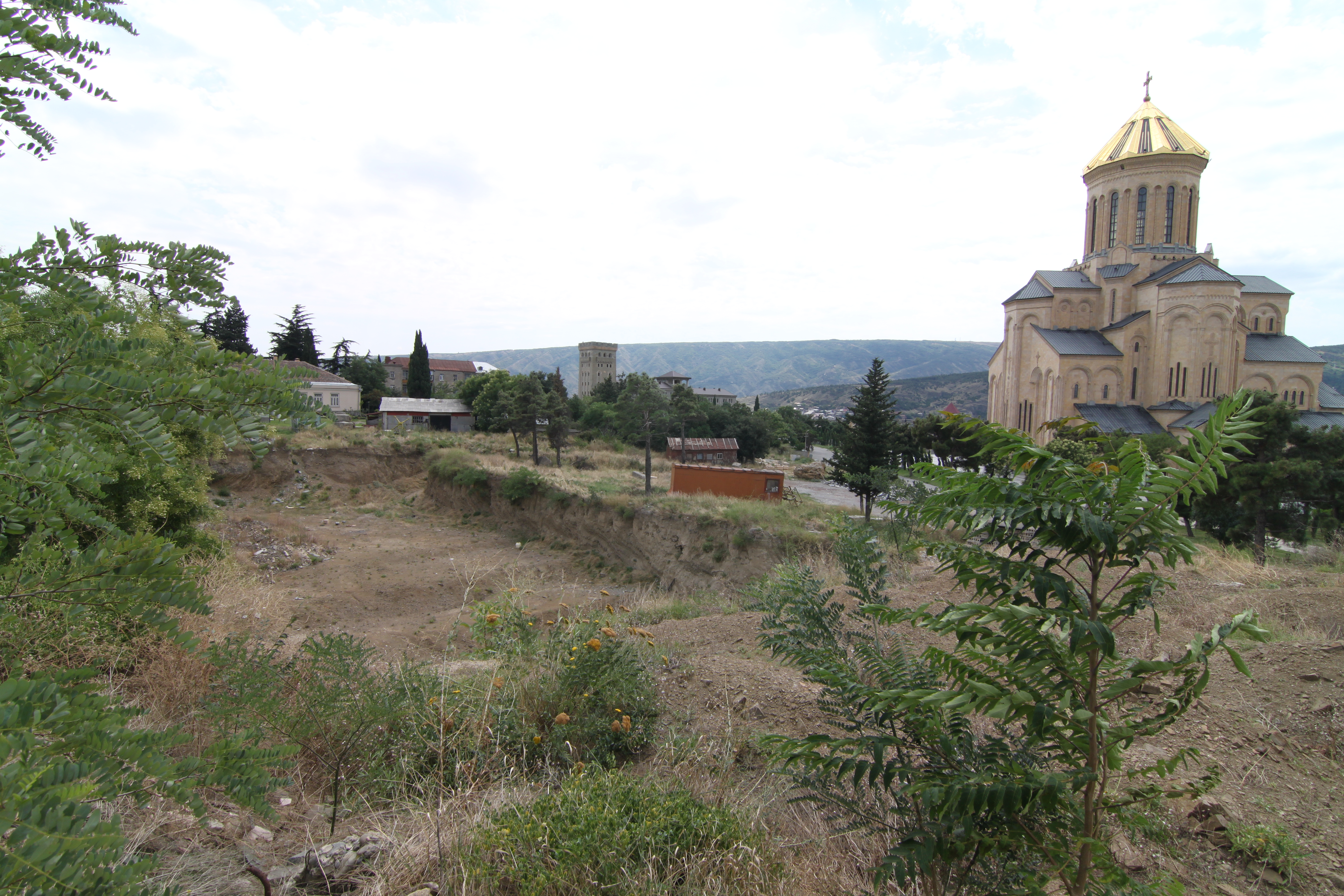
Вырытый на месте армянского кладбища котлован
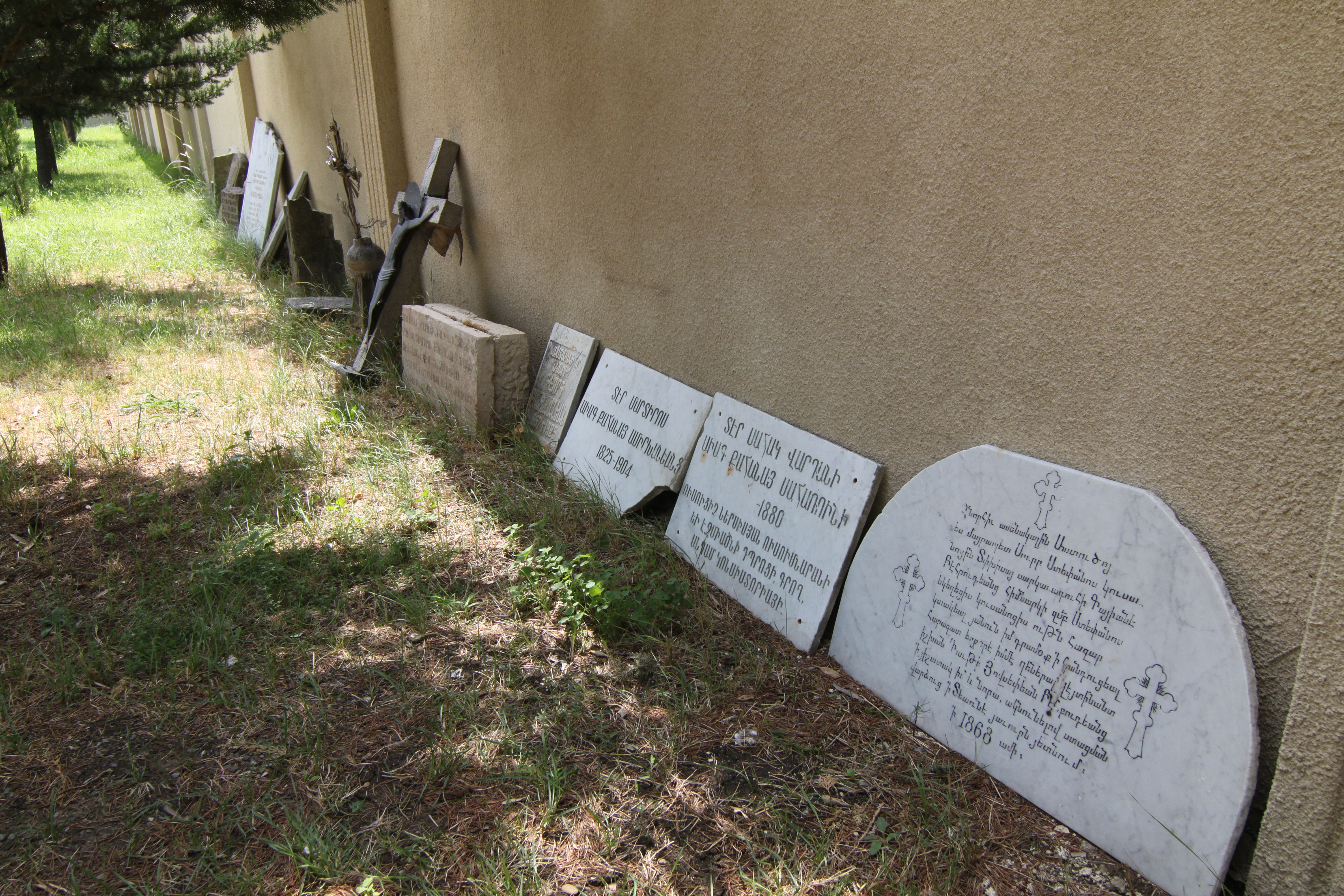
Армянские надгробия, которые успели спасти армянские жители города
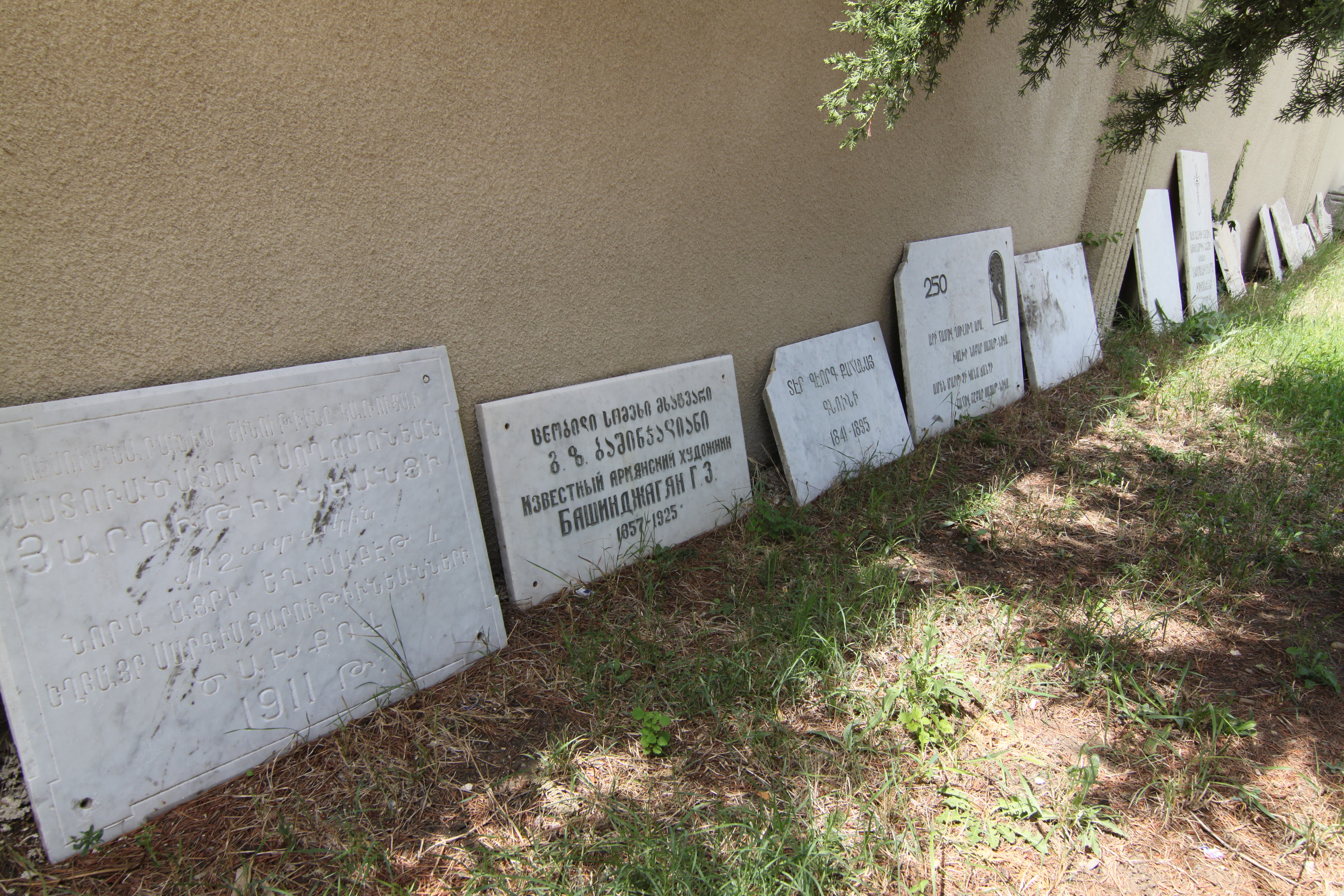